# Хорхе Альберто Барантес Уллоа
Хорхе Альберто Барантес Уллоа (Jorge Alberto Barrantes Ulloa) (12 лютого 1956, Богота, Колумбія) — колумбійський дипломат. Надзвичайний і Повноважний Посол Колумбії в Україні.

## Життєпис
Народився 12 лютого 1956 року в місті Богота, Колумбія. У 1976 році закінчив економічний факультет Університету Санто-Томас, Богота, Колумбія. Економічний факультет Університету Хорхе Тадея Лосано, Богота, Колумбія (1978). Факультет міжнародних відносин Університету Хорхе Тадея Лосано, Богота, Колумбія (1982). У 1996 році закінчив Американський університет Ель-Каїр, Єгипет.
У 1979—1980 рр. — співробітник консульського відділу Міністерства закордонних справ
У 1980—1986 рр. — другий секретар, Департамент протоколу
У 1987—1991 рр. — перший секретар, Посольство Колумбії в Асунсьйон, Парагвай
У 1991—1993 рр. — радник, координатор привілеїв та імунітетів
У 1994—1997 рр. — міністр-радник, Посольство Колумбії, Каїр, Єгипет
У 1997—2001 рр. — Координатор Департаменту дипломатичного протоколу
У 1998 році — викладав Протокол і Церемоніал для Конгресу, Університет Хаверіана, Богота
У 1998—2000 рр. — викладав в Університеті Екстернадо де Колумбія, Богота
У 2001—2003 рр. — Генеральний консул в Мадриді, Іспанія
У 2003 році — директор з економічних і соціальних питань Департаменту щодо багатосторонніх питань навколишнього середовища
У 2003—2006 рр. — Генеральний директор протоколу Міністерства закордонних справ
У 2004—2006 рр. — викладав бізнес протокол в Університеті, Баранкілья, Колумбія
У 2004—2006 рр. — викладав протокол і дипломатичні урочистості в Дипломатичній академії Сан-Карлос, Міністерства закордонних справ.
У 2006—2011 рр. — Надзвичайний і Повноважний Посол Колумбії в Польщі, та за сумісництвом в Україні, Болгарії, Естонії, Латвії, Румунії.
З 2012 року — Надзвичайний і Повноважний Посол Колумбії в Парагваї.

## Нагороди та відзнаки
- Орден Vasco Núñez de Balboa, en el grado de Gran Cruz (Панама)
- Орден Bernardo O'Higgins, en el grado de Gran Oficial (Чилі)
- Медаль Batallón Guardia Presidencial, (Колумбія)
- Медаль Fergusson, (Нагорода Президента Колумбії)